# Joelvin Cabrera
Joelvin Cabrera Martínez (Santo Domingo, República Dominicana, 22 de julio de 1999) es un jugador de baloncesto dominicano que juega en las filas del Bisbal Basquet de la LEB Plata. Con 1.93 de estatura, su puesto natural en la cancha es el de Base.

## Trayectoria deportiva
Comenzó jugando al baloncesto en las categorías inferiores del CB Prat y en la temporada 2014-15 formaría parte de su equipo junior. 
En la temporada 2016-17, formaría parte del Maristas Badalona aún en edad junior y disputaría dos temporadas en Castellar, desde 2017 a 2019, donde llegó a jugar en la Primera catalana y la Copa Catalunya.
En la temporada 2019-20, se compromete con el Club Bàsquet Cornellà de la Liga EBA, con promedios de 22.9 puntos, 3.4 rebotes, 2.4 asistencias y 1.2 robos por encuentro.
En la temporada 2020-21, firma por el CB Prat de Liga LEB Plata, con el que promedia 1,3 puntos, 0,7 rebotes y 0,8 asistencias en 18 encuentros disputados.
El 2 de febrero de 2022, regresa a España para jugar en las filas del CB Martinenc de la Liga EBA, con el que disputó solo 3 partidos promediado 8,7 puntos y cuatro rebotes en veinte minutos de juego.
El 27 de febrero de 2022, firma por el Levitec Huesca de la LEB Oro.
El 29 de agosto de 2022, firma por el Club Polideportivo La Roda de la Liga LEB Plata.
En la temporada 2023-24, refuerza al Club Bàsquet Cornellà de la Liga Plata, en el que juega hasta enero de 2024.
El 25 de enero de 2024, firma por el UE Mataró de la LEB Plata.